# Rallycross di Abu Dhabi 2019
Il Rallycross di Abu Dhabi 2019, ufficialmente denominato World RX of Abu Dhabi 2019, è stata la prima prova del campionato del mondo rallycross 2019 nonché la prima edizione del Rallycross di Abu Dhabi. La manifestazione si è svolta il 5 e il 6 aprile sul circuito di Yas Marina ad Abu Dhabi, negli Emirati Arabi Uniti.
L'evento era valido esclusivamente per la categoria Supercar e venne vinto dal pilota svedese Kevin Hansen alla guida di una Peugeot 208 WRX del Team Hansen MJP, davanti al finlandese Niclas Grönholm, su Hyundai i20 della squadra GRX Taneco, e al britannico Liam Doran su Audi S1 della scuderia Monster Energy RX Cartel.
A tagliare il traguardo della finale per primo fu in realtà Grönholm ma lo stesso venne penalizzato di 3 secondi a gara conclusa in quanto venne ritenuto colpevole di una manovra scorretta compiuta nei confronti di Kevin Hansen al quarto giro, sopravanzando lo svedese e vincendo provvisoriamente la corsa.

## Risultati

### Classifica finale
| Categoria Supercar | Categoria Supercar | Categoria Supercar | Categoria Supercar | Categoria Supercar              | Categoria Supercar | Categoria Supercar | Categoria Supercar | Categoria Supercar | Categoria Supercar | Categoria Supercar | Categoria Supercar | Categoria Supercar |
| Pos.               | N°                 | Pilota             | Auto               | Squadra                         | Qualificazioni     | Qualificazioni     | Semifinali         | Semifinali         | Semifinali         | Finale             | Finale             | PC                 |
| Pos.               | N°                 | Pilota             | Auto               | Squadra                         | Pos.               | Punti              | SF1                | SF2                | Punti              | Pos.               | Punti              | PC                 |
| ------------------ | ------------------ | ------------------ | ------------------ | ------------------------------- | ------------------ | ------------------ | ------------------ | ------------------ | ------------------ | ------------------ | ------------------ | ------------------ |
| 1                  | 71                 | Kevin Hansen       | Peugeot 208 WRX    | Team Hansen MJP                 | 1º                 | 16                 | 1º                 | –                  | 6                  | 1º                 | 8                  | 30                 |
| 2                  | 68                 | Niclas Grönholm    | Hyundai i20        | GRX Taneco                      | 2º                 | 15                 | –                  | 1º                 | 6                  | 2º                 | 5                  | 26                 |
| 3                  | 33                 | Liam Doran         | Audi S1            | Monster Energy RX Cartel        | 11º                | 6                  | 3º                 | –                  | 4                  | 3º                 | 4                  | 14                 |
| 4                  | 123                | Krisztián Szabó    | Audi S1            | EKS Sport                       | 6º                 | 11                 | –                  | 3º                 | 4                  | 4º                 | 3                  | 18                 |
| 5                  | 6                  | Jānis Baumanis     | Ford Fiesta ST MK7 | Team STARD                      | 4º                 | 13                 | –                  | 2º                 | 5                  | 5º                 | 2                  | 20                 |
| 6                  | 44                 | Timo Scheider      | SEAT Ibiza         | ALL-INKL.COM Münnich Motorsport | 3º                 | 14                 | 2º                 | –                  | 5                  | 6º                 | 1                  | 20                 |
| 7                  | 92                 | Anton Marklund     | GCK Mégane R.S. RX | GC Kompetition                  | 5º                 | 12                 | 5º                 | –                  | 2                  | nq                 | nq                 | 14                 |
| 8                  | 7                  | Timur Timerzjanov  | Hyundai i20        | GRX Taneco                      | 7º                 | 10                 | 4º                 | –                  | 3                  | nq                 | nq                 | 13                 |
| 9                  | 14                 | Rokas Baciuška     | Škoda Fabia        | ESmotorsport - Labas GAS        | 8º                 | 9                  | –                  | 6º                 | 1                  | nq                 | nq                 | 10                 |
| 10                 | 36                 | Guerlain Chicherit | GCK Mégane R.S. RX | GC Kompetition                  | 10º                | 7                  | –                  | 4º                 | 3                  | nq                 | nq                 | 10                 |
| 11                 | 21                 | Timmy Hansen       | Peugeot 208 WRX    | Team Hansen MJP                 | 9º                 | 8                  | –                  | –                  | –                  | nq                 | nq                 | 8                  |
| 12                 | 113                | Cyril Raymond      | GCK Clio R.S. RX   | GCK Academy                     | 12º                | 5                  | –                  | 5º                 | 2                  | nq                 | nq                 | 7                  |
| 13                 | 13                 | Reinis Nitišs      | Hyundai i20        | GRX Set                         | 13º                | 4                  | 6º                 | –                  | 1                  | nq                 | nq                 | 5                  |
| 14                 | 5                  | Pål Try            | Ford Fiesta ST MK6 | Team STARD                      | 14º                | 3                  | nq                 | nq                 | nq                 | nq                 | nq                 | 3                  |
| 15                 | 13                 | Andreas Bakkerud   | Audi S1            | Monster Energy RX Cartel        | 15º                | 2                  | nq                 | nq                 | nq                 | nq                 | nq                 | 2                  |
| 16                 | 96                 | Guillame De Ridder | GCK Clio R.S. RX   | GCK Academy                     | 16º                | 1                  | nq                 | nq                 | nq                 | nq                 | nq                 | 1                  |
| 17                 | 42                 | Oliver Bennett     | Mini Cooper S      | Oliver Bennett                  | 17º                | 0                  | nq                 | nq                 | nq                 | nq                 | nq                 | 0                  |

### Qualificazioni
| Categoria Supercar | Categoria Supercar | Categoria Supercar | Categoria Supercar | Categoria Supercar              | Categoria Supercar | Categoria Supercar | Categoria Supercar | Categoria Supercar | Categoria Supercar | Categoria Supercar |
| Pos.               | N°                 | Pilota             | Auto               | Squadra                         | Q1                 | Q2                 | Q3                 | Q4                 | PQ                 | Punti              |
| ------------------ | ------------------ | ------------------ | ------------------ | ------------------------------- | ------------------ | ------------------ | ------------------ | ------------------ | ------------------ | ------------------ |
| 1                  | 71                 | Kevin Hansen       | Peugeot 208 WRX    | Team Hansen MJP                 | 45 (2º)            | 38 (6º)            | 50 (1º)            | 50 (1º)            | 183                | 16                 |
| 2                  | 68                 | Niclas Grönholm    | Hyundai i20        | GRX Taneco                      | 42 (3º)            | 40 (4º)            | 36 (8º)            | 39 (5º)            | 157                | 15                 |
| 3                  | 44                 | Timo Scheider      | SEAT Ibiza         | ALL-INKL.COM Münnich Motorsport | 40 (4º)            | 33 (11º)           | 38 (6º)            | 45 (2º)            | 156                | 14                 |
| 4                  | 6                  | Jānis Baumanis     | Ford Fiesta ST MK7 | Team STARD                      | 36 (8º)            | 36 (8º)            | 42 (3º)            | 40 (4º)            | 157                | 13                 |
| 5                  | 92                 | Anton Marklund     | GCK Mégane R.S. RX | GC Kompetition                  | 38 (6º)            | 39 (5º)            | 32 (12º)           | 42 (3º)            | 151                | 12                 |
| 6                  | 123                | Krisztián Szabó    | Audi S1            | EKS Sport                       | 34 (10º)           | 34 (10º)           | 45 (2º)            | 38 (6º)            | 151                | 11                 |
| 7                  | 7                  | Timur Timerzjanov  | Hyundai i20        | GRX Taneco                      | 37 (7º)            | 32 (12º)           | 40 (4º)            | 36 (8º)            | 145                | 10                 |
| 8                  | 14                 | Rokas Baciuška     | Škoda Fabia        | ESmotorsport - Labas GAS        | 33 (11º)           | 37 (7º)            | 39 (5º)            | 35 (9º)            | 144                | 9                  |
| 9                  | 21                 | Timmy Hansen       | Peugeot 208 WRX    | Team Hansen MJP                 | 50 (1º)            | 50 (1º)            | 37 (7º)            | 0 (16º - DNS)      | 137                | 8                  |
| 10                 | 36                 | Guerlain Chicherit | GCK Mégane R.S. RX | GC Kompetition                  | 35 (9º)            | 35 (9º)            | 30 (14º)           | 34 (10º)           | 134                | 7                  |
| 11                 | 33                 | Liam Doran         | Audi S1            | Monster Energy RX Cartel        | 32 (12º)           | 31 (13º)           | 35 (9º)            | 30 (14º)           | 128                | 6                  |
| 12                 | 113                | Cyril Raymond      | GCK Clio R.S. RX   | GCK Academy                     | 26 (15º - DNF)     | 30 (14º)           | 34 (10º)           | 37 (7º)            | 127                | 5                  |
| 13                 | 15                 | Reinis Nitišs      | Hyundai i20        | GRX Set                         | 30 (14º)           | 42 (3º)            | 29 (15º)           | 26 (15º - DNF)     | 127                | 4                  |
| 14                 | 5                  | Pål Try            | Ford Fiesta ST MK6 | Team STARD                      | 26 (16º - DNF)     | 29 (15º)           | 31 (13º)           | 32 (12º)           | 118                | 3                  |
| 15                 | 13                 | Andreas Bakkerud   | Audi S1            | Monster Energy RX Cartel        | 39 (5º)            | 45 (2º)            | 0 (17º - DSQ)      | 31 (13º)           | 115                | 2                  |
| 16                 | 96                 | Guillame De Ridder | GCK Clio R.S. RX   | GCK Academy                     | 0 (17º - DNS)      | 28 (16º)           | 33 (11º)           | 33 (11º)           | 94                 | 1                  |
| 17                 | 42                 | Oliver Bennett     | Mini Cooper S      | Oliver Bennett                  | 31 (13º)           | 0 (17º - DNS)      | 26 (16º - DNF)     | 0 (17º - DNS)      | 0                  | 0                  |

Legenda:
|  | Qualificato al turno successivo |

### Semifinali
| Categoria Supercar - Semifinale 1 | Categoria Supercar - Semifinale 1 | Categoria Supercar - Semifinale 1 | Categoria Supercar - Semifinale 1 | Categoria Supercar - Semifinale 1 | Categoria Supercar - Semifinale 1 | Categoria Supercar - Semifinale 1 | Categoria Supercar - Semifinale 1 | Categoria Supercar - Semifinale 1 | Categoria Supercar - Semifinale 1 |
| Pos.                              | N°                                | Pilota                            | Auto                              | Squadra                           | Giri/Joker                        | Tempo                             | Distacco                          | Penalità                          | Punti                             |
| --------------------------------- | --------------------------------- | --------------------------------- | --------------------------------- | --------------------------------- | --------------------------------- | --------------------------------- | --------------------------------- | --------------------------------- | --------------------------------- |
| 1                                 | 71                                | Kevin Hansen                      | Peugeot 208 WRX                   | Team Hansen MJP                   | 6/1                               | 4'35"450                          | –                                 | –                                 | 6                                 |
| 2                                 | 44                                | Timo Scheider                     | SEAT Ibiza                        | ALL-INKL.COM Münnich Motorsport   | 6/1                               | 4'36"670                          | +1"220                            | –                                 | 5                                 |
| 3                                 | 33                                | Liam Doran                        | Audi S1                           | Monster Energy RX Cartel          | 6/1                               | 4'40"879                          | +5"429                            | –                                 | 4                                 |
| 4                                 | 7                                 | Timur Timerzjanov                 | Hyundai i20                       | GRX Taneco                        | 6/1                               | 4'41"585                          | +6"135                            | –                                 | 3                                 |
| 5                                 | 92                                | Anton Marklund                    | GCK Mégane R.S. RX                | GC Kompetition                    | 6/1                               | 4'44"117                          | +8"667                            | –                                 | 2                                 |
| 6                                 | 15                                | Reinis Nitišs                     | Hyundai i20                       | GRX Set                           | 0/0                               | 7"041                             | +6 giri                           | –                                 | 1                                 |
|                                   |                                   |                                   |                                   |                                   |                                   |                                   |                                   |                                   |                                   |
| Categoria Supercar - Semifinale 2 |                                   |                                   |                                   |                                   |                                   |                                   |                                   |                                   |                                   |
| Pos.                              | N°                                | Pilota                            | Auto                              | Squadra                           | Giri/Joker                        | Tempo                             | Distacco                          | Penalità                          | Punti                             |
| 1                                 | 68                                | Niclas Grönholm                   | Hyundai i20                       | GRX Taneco                        | 6/1                               | 4'41"734                          | –                                 | +2"000                            | 6                                 |
| 2                                 | 6                                 | Jānis Baumanis                    | Ford Fiesta ST MK7                | Team STARD                        | 6/1                               | 4'42"143                          | +0"409                            | –                                 | 5                                 |
| 3                                 | 123                               | Krisztián Szabó                   | Audi S1                           | EKS Sport                         | 6/1                               | 4'42"765                          | +1"031                            | –                                 | 4                                 |
| 4                                 | 36                                | Guerlain Chicherit                | GCK Mégane R.S. RX                | GC Kompetition                    | 6/1                               | 4'45"850                          | +4"116                            | –                                 | 3                                 |
| 5                                 | 113                               | Cyril Raymond                     | GCK Clio R.S. RX                  | GCK Academy                       | 6/1                               | 5'41"736                          | +1'00"002                         | –                                 | 2                                 |
| 6                                 | 14                                | Rokas Baciuška                    | Škoda Fabia                       | ESmotorsport - Labas GAS          | 5/1                               | 5'24"404                          | +1 giro                           | –                                 | 1                                 |

Legenda:
|  | Qualificato al turno successivo |

### Finale
| Categoria Supercar | Categoria Supercar | Categoria Supercar | Categoria Supercar | Categoria Supercar              | Categoria Supercar | Categoria Supercar | Categoria Supercar | Categoria Supercar | Categoria Supercar |
| Pos.               | N°                 | Pilota             | Auto               | Squadra                         | Giri/Joker         | Tempo              | Distacco           | Penalità           | Punti              |
| ------------------ | ------------------ | ------------------ | ------------------ | ------------------------------- | ------------------ | ------------------ | ------------------ | ------------------ | ------------------ |
| 1                  | 71                 | Kevin Hansen       | Peugeot 208 WRX    | Team Hansen MJP                 | 6/1                | 4'39"467           | –                  | –                  | 8                  |
| 2                  | 68                 | Niclas Grönholm    | Hyundai i20        | GRX Taneco                      | 6/1                | 4'39"946           | +0"479             | +3"000             | 5                  |
| 3                  | 33                 | Liam Doran         | Audi S1            | Monster Energy RX Cartel        | 6/1                | 4'40"195           | +0"728             | –                  | 4                  |
| 4                  | 123                | Krisztián Szabó    | Audi S1            | EKS Sport                       | 6/1                | 4'48"117           | +8"650             | +5"000             | 3                  |
| 5                  | 6                  | Jānis Baumanis     | Ford Fiesta ST MK7 | Team STARD                      | 6/1                | 4'51"694           | +12"227            | +10"000            | 2                  |
| 6                  | 44                 | Timo Scheider      | SEAT Ibiza         | ALL-INKL.COM Münnich Motorsport | 6/1                | 5'09"084           | +29"617            | –                  | 1                  |

- Giro più veloce: 43"768 ( Niclas Grönholm);
- Miglior tempo di reazione: 0"391 ( Jānis Baumanis);
- Miglior giro Joker: 47"622 ( Niclas Grönholm).

## Classifiche di campionato
World RX Supercar - piloti
| Pos. | Pilota             | Punti |
| ---- | ------------------ | ----- |
| 1    | Kevin Hansen       | 30    |
| 2    | Niclas Grönholm    | 26    |
| 3    | Jānis Baumanis     | 20    |
| 4    | Timo Scheider      | 20    |
| 5    | Krisztián Szabó    | 18    |
| 6    | Liam Doran         | 14    |
| 7    | Anton Marklund     | 14    |
| 8    | Timur Timerzjanov  | 13    |
| 9    | Rokas Baciuška     | 10    |
| 10   | Guerlain Chicherit | 10    |
| 11   | Timmy Hansen       | 8     |
| 12   | Cyril Raymond      | 7     |
| 13   | Reinis Nitišs      | 5     |
| 14   | Pål Try            | 3     |
| 15   | Andreas Bakkerud   | 2     |
| 16   | Guillame De Ridder | 1     |
| 17   | Oliver Bennett     | 0     |

World RX Supercar - squadre
| Pos. | Squadra                  | Punti |
| ---- | ------------------------ | ----- |
| 1    | GRX Taneco               | 39    |
| 2    | Team Hansen MJP          | 38    |
| 3    | GC Kompetition           | 24    |
| 4    | Monster Energy RX Cartel | 16    |
| 5    | GCK Academy              | 8     |